# 重复控制
重复控制是一种基本内模原理的简单学习控制，于1980年代日本的研究小组提出。由于其在周期性重复操作中能有效提高控制精度，近年来获得了较多关注。

## 重复控制的产生
1980年代，日本研究人员在研究质子同步加速器和环电流控制系统时，尝试时了当时已有的多种方法，均没能取得理想的精度。后来，他们从工人进行重复性劳动，会不断修正，从而提高精度中获得灵感，提出了重复控制这一概念。

## 基本重复控制

基本重复控制系统结构图

从右图可以看出，基本重复控制系统包括三部分：重复补偿器（Repetitive Compensator），控制对象(Plant)P(s)，以及稳定化补偿器(Stabilization Compensator)C(s). 与一般控制系统比较，其最明显的特点是，增加了重复补偿器这一部分，这也是重复控制器能够在周期性控制过程中获得高精度的原因。
重复补偿器的传递函数可以写为
{\displaystyle C_{R}(s)={\frac {1}{e^{Ls}-1}}}
其中，L为周期信号的周期。
同时，我们知道，谐波为 {\displaystyle \sin(2k\pi t/L)}的信号可以由极点为
{\displaystyle {\frac {1}{s}},{\frac {-j2\pi k/L}{s+j2\pi k/L}},{\frac {-j2\pi k/L}{s+j2\pi k/L}},k=1,2,\dots }
的发生器产生。将以上极点相乘，可以得到：
{\displaystyle C_{R}(s)={\frac {1}{s}}\prod \limits _{k=1}^{\infty }{\frac {{(2k\pi /L)}^{2}}{{s^{2}}+{{(2k\pi /L)}^{2}}}}}
可以证明：
{\displaystyle {C_{R}}(s)=L{\mathrm {e} ^{-Ls/2}}{\frac {1}{1-{\mathrm {e} ^{-Ls}}}}}
忽略上式中纯时滞部分，可以看到，上式包含了所有的极点。